# Balkansångare
Balkansångare (Phylloscopus orientalis) är en fågel i familjen lövsångare vars medlemmar tidigare fördes till den då mycket stora familjen Sylviidae. Fågeln häckar på Balkan och västra Asien. Vintertid flyttar den till östra delen av Sahel strax söder om Sahara i Afrika. Den är en mycket sällsynt gäst norr om sitt utbredningsområde, med bland annat ett enda säkert fynd i Sverige. Fram till mitten av 1990-talet kategoriserades den vanligtvis som en underart till bergsångare (Phylloscopus bonelli) men urskiljs numera allmänt som egen art. IUCN kategoriserar den som livskraftig. 

## Kännetecken

### Utseende
Den är en liten sångare med en längd på 10,5–12 cm och den är en aning större med längre vingar än bergsångare. De adulta individerna har en matt grå hjässa och rygg (gråare än bergsångare), gulgrön övergump, ovansidan av vingen och stjärten är gröntonad med svarta inslag och tertialerna är ljuskantade. Strupen, bröstet, buken och undergumpen är vit. Näbben är liten och vass och benen är ljust gråbruna. Likt de flesta sångarna så finns det inga skillnader i täckning hos könen.
Till utseendet är bergsångaren mycket lik balkansångaren. Denna är aningen större med längre vingar. På våren syns på vingen ofta en ljusgrå vingfläck formad av blekta och slitna kanter på större täckare och tertialer. Den är också något mer brungrå och mindre grön på ovansidan. Höstfåglar är dock mycket lika varandra, ibland omöjliga att skilja åt.

### Läte
Det arttypiska locklätet, som skiljer den från bergsångaren är ett entavigt tonlöst "tjipp" eller "chup" och påminner om gråsparvens eller korsnäbbarnas lockläten. Bergsångarens lockläte är istället ett tydligt tvåstavigt visslande "hy-if" eller "hu-it". Det finns inget dokumenterat fall av en individ som använt sig av båda taxonens lockläten.
De båda arternas sång består av en snabb och monoton drill av ljusa toner, men balkansångarens är med tonlös, torrare och mer mekanisk. De konstanta strukturskillnaderna framgår i jämförande sonogram.

## Utbredning och systematik
Balkansångare häckar från Kroatien söder- och österut genom Balkan till Turkiet, Libanon, möjligen Syrien, norra Israel, Jordanien och västra Iran. Den är en flyttfågel som övervintrar i östra delen av Sahel i Afrika strax söder om Sahara.  Under flyttningen passerar den Levanten, nordvästra Saudiarabien och Nordafrika västerut till östra Libyen samt Malta, oregelbundet även Italien. Sällsynt uppträder den längre väster- och norrut, med fynd i Storbritannien, Finland, Nederländerna, Norge och Sverige. Den har även tillfälligt setts i Tunisien samt i Mellanöstern i Irak, Kuwait, Förenade Arabemiraten och Oman.

### Artstatus
Balkansångaren kategoriserades länge som underart den till västligare arten bergsångare. Utseendemässigt är de mycket lika men deras häckningsområden överlappar inte och deras lockläten är helt olika. En undersökning genomförd i södra Tyskland visade att bergsångare inte alls reagerade på uppspelning av varken sång eller lockläte av balkansångare.
Data från jämförelser av mtDNA från cytokrom b visar på sådana markanta skillnader som 8,3–8,8 %, lika stort som mellan dessa båda taxa och grönsångare (Phylloscopus sibilatrix). 1997 beslutade British Ornithologists' Union (BOU) att kategorisera bergsångare och balkansångare som två goda arter och 2003 beslutade även Sveriges ornitologiska förening (SOF, numera BirdLife Sverige) att kategorisera dem på samma sätt.

### Förekomst i Sverige
Efter att SOF delade upp taxonen bonelli och orientalis i två arter kräver man beskrivningar av lockläte för att med säkerhet kunna avgöra huruvida det rör sig om bergsångare eller balkansångare. Detta gäller även för äldre observationer. Fram till och med 2018 finns endast två säkerställda observationer av balkansångare i Sverige, dels 15 maj 1992 i Visby på Gotland, dels 25 år senare med en sjungande individ 27 maj 2017 på Huvudskär i Stockholms skärgård. Ytterligare sju fynd har gjorts av obestämda berg- eller balkansångare.

### Släktestillhörighet
Balkansångaren placeras traditionellt i släktet Phylloscopus. Vissa auktoriteter har dock valt att dela upp Phylloscopus i flera mindre släkten, varvid de nära släktingarna bergsångare, balkansångare och grönsångare lyfts ut till det egna släktet Rhadina. DNA-studier visar att denna grupp skilde sig från sina närmaste släktingar för nästa elva miljoner år sedan.

### Familjetillhörighet
Lövsångarna behandlades tidigare som en del av den stora familjen sångare (Sylviidae). Genetiska studier har dock visat att sångarna inte är varandras närmaste släktingar. Istället är de en del av en klad som även omfattar timalior, lärkor, bulbyler, stjärtmesar och svalor. Idag delas därför Sylviidae upp i ett flertal familjer, däribland Phylloscopidae. Lövsångarnas närmaste släktingar är familjerna cettior (Cettiidae), stjärtmesar (Aegithalidae) samt den nyligen urskilda afrikanska familjen hylior (Hyliidae).

## Ekologi
Fågeln häckar i varm lövskog med huvudsakligen ek och bok, på mellan 800 och 1 800 meters höjd. Den lever av små ryggradslösa djur, men på hösten även av frukt. Häckningssäsongen är april/maj–augusti. Det kupolformade boet av gräs, löv, mossa och hår placeras väl dolt på marken.

## Status
Arten har ett stort utbredningsområde och internationella naturvårdsunionen IUCN kategoriserar arten som livskraftig. Beståndsutvecklingen är dock oklar. Världspopulationen uppskattas till bara någon procent av bergsångaren, uppskattad till mellan 65 000 och 218 000 vuxna individer.

## Namn
Balkansångarens vetenskapliga artnamn orientalis betyder "östlig", från latinets oriens eller orientis för "öst".